# التعلیقات (کتاب ابن سینا)
التعلیقات کتابی از ابوعلی سینا است.

## محتوا
این کتاب مشتمل بر تعلیقه‌های ابن سینا بر آثار فلسفی پیشینیان یا آثار خود اوست و گاه پاسخ‌هایی است به پرسش‌هایی که از او پرسیده‌اند. در این کتاب دربارهٔ موضوعات منطقی، طبیعی، الهی و احیاناً ریاضی سخن گفته شده‌است و مباحث متفرقه دیگری نیز در آن یافت می‌شود.

## تصحیح
این کتاب با تصحیح حسین موسویان در سال ۱۳۹۱ منتشر و در مراسم کتاب سال جمهوری اسلامی ایران به‌عنوان کتاب برگزیده معرفی شد.